# Miedum (Waadhoeke)
Miedum is een buurtschap in de gemeente Waadhoeke, in de Nederlandse provincie Friesland. De plaats ligt tussen Franeker en Tzum aan de Hitzumerweg en Tzummerweg. De Tzummervaart loopt door de buurtschap.
De plaats is qua adressen verdeeld over twee woonplaatsen, drie adressen liggen in Tzum en negen adressen in Franeker.  Hierdoor is er aan dezelfde weg twee keer een Hitzumerweg 1, de ene in Franeker en de andere in Tzum.

## Geschiedenis
De plaats werd onder andere vermeld als Medum in 1417, als Meedum in 1511 en als Miedum in 1511 en 1664. De plaatsnaam zou verwijzen naar een nederzetting op hooiland (made).
Bij de buurtschap werd in de 12e eeuw was een klein nonnenklooster gesticht. Het klooster werd kortweg aangeduid als Bethanië en was gewijd aan de orde van Maria Magdalena. Het klooster werd gesloten wegens armoede door een stormvloed in 1287. Na de sluiting werden kloosterlingen en de goederen verdeeld over de abdij in Lidlum en de priorij Monnikebajum in Baijum. Het kloostercomplex werd vervolgens nog een tijdlang gebruikt als een uithof.
Op de plek van het klooster werd in 1381 een sterke stins gebouwd, door de abt Tetardus Schellinganus, een aanhanger van de Vetkopers, die zich wilde zich beveiligen tegen de Schieringers. De leider van de Schieringers Sikke Sjaardema of Sjaerda eiste dat de bouw gestopt werd, maar dat gebeurde niet. Het kwam tot een knokpartij waarbij meerdere monniken en andere bouwers de dood vonden. De abt werd gevangenen genomen terwijl de Schieringers de goederen van de uithof verwoeste. Tetardus Schellinganus werd later vrijgelaten als gevolg van een verdrag tussen de twee partijen.
Steden, dorpen en gehuchten: Achlum · Baijum · Beetgum · Beetgumermolen · Berlikum · Blessum · Boer · Boksum · Deinum · Dongjum · Dronrijp · Engelum · Firdgum · Franeker · Herbaijum · Hitzum · Klooster-Lidlum · Marssum · Menaldum · Minnertsga · Nij Altoenae · Oosterbierum · Oude Leije (klein deel) · Oudebildtzijl · Peins · Pietersbierum · Ried · Ritsumazijl · Schalsum · Schingen · Sexbierum · Sint Annaparochie · Sint Jacobiparochie · Slappeterp · Spannum · Tzum · Tzummarum · Vrouwenparochie · Welsrijp · Westhoek · Wier · Winsum · Zweins

Buurtschappen: Arkens · Bonkwerd · De Vlaren · Dijkshoek · Doijum · Fatum · Hatsum · Het Hooghout · Kie · Kiesterzijl · Kingmatille · Klooster Anjum · Koehool · Laakwerd · Lutjelollum · Miedum · Nieuwebildtzijl · Oosterend · Oosthoek · Rewerd (deels) · Roptazijl (deels) · Salverd · Schildum · Sopsum · Stad Niks · Tolsum · Tritzum · Tjeppenboer · Vrouwbuurtstermolen (deels) ·  Weakens · Westerend · Zwarte Haan

Voormalige buurtschappen:Barrum · De Kampen · De Poelen · Dijksterhuizen · Franjumerburen · Holprijp · Koum · Langwerd · Teetlum · Memerd · War 

Friesland: Steden en dorpen      Nederland: Provincies · Gemeenten